# Scotopteryx diniensis
Scotopteryx diniensis là một loài bướm đêm trong họ Geometridae.